# The Day After (1983)
The Day After is een Amerikaanse televisiefilm uit 1983, oorspronkelijk uitgezonden door ABC. Regie was in handen van Nicholas Meyer. Hoofdrollen werden vertolkt door Jason Robards, JoBeth Williams en Steve Guttenberg.

## Verhaal
De film gaat over een oorlog tussen NAVO-troepen en het Warschaupact, die al snel uitdraait op een nucleaire oorlog tussen de Verenigde Staten en de Sovjet-Unie. Centraal staan de inwoners van Lawrence, Kansas, waar veel nucleaire raketten zijn opgeslagen.
De chronologie van de evenementen die leiden tot de oorlog worden weergegeven via een reeks tv-aankondigingen en radioberichten. Aanvankelijk probeert de Sovjet-Unie de Amerikanen te intimideren om West-Berlijn te verlaten. Wanneer dit niet werkt, rukt de Sovjet-Unie verder op Europa in. Amerika reageert hierop met bombardementen. Dit is het begin van de oorlog.
Met grote schrik ziet de bevolking hoe de nucleaire raketten, waarvan ze het bestaan wisten en lange tijd voor vreesden, worden afgevuurd op de Sovjet-Unie. Welke partij met het lanceren van nucleaire raketten begint, wordt opzettelijk in het midden gelaten. Een wereldwijde vernietiging is het gevolg. De echte ramp voltrekt zich echter de dag erna: Amerika is verwoest en onder de weinige overlevenden heersen ziekte, chaos en dood.

## Rolverdeling
| Acteur           | Personage         | Opmerkingen           |
| ---------------- | ----------------- | --------------------- |
| Jason Robards    | Dr. Russell Oakes |                       |
| JoBeth Williams  | Nurse Nancy Bauer |                       |
| Steve Guttenberg | Stephen Klein     | als Steven Guttenberg |
| John Cullum      | Jim Dahlberg      |                       |
| John Lithgow     | Joe Huxley        |                       |
| Bibi Besch       | Eve Dahlberg      |                       |
| Lori Lethin      | Denise Dahlberg   |                       |
| Amy Madigan      | Alison Ransom     |                       |
| Jeff East        | Bruce Gallatin    |                       |

## Achtergrond

### Productie
The Day After was een idee van Brandon Stoddard die, na het zien van The China Syndrome, zo onder de indruk was dat hij een film wilde maken om de effecten van een nucleaire oorlog weer te geven. Stu Samuels ontwierp een eerste script voor de film onder de titel The Day After. Deze titel was om aan te geven dat de film niet zou gaan over de oorlog zelf, maar de gevolgen erna. ABC was eerst bang dat de film te gewelddadig zou worden, zeker voor hun zender. Het script onderging een groot aantal wijzigingen voor de opnames begonnen.
Productie begon op 16 augustus 1982 op locatie bij een paar boerderijen ten westen van Lawrence. Figuranten in de film waren vooral lokale inwoners. Op 30 augustus sloot de filmcrew een paar uur lang een supermarkt om daar te filmen. De binnenscènes werden vooral opgenomen in filmstudio’s in Los Angeles.
De montage van de film was een lastig proces. Er werd onder andere oud beeldmateriaal van echte nucleaire explosies toegevoegd voor de effecten, evenals beeldmateriaal uit de film Meteor. Ander beeldmateriaal werd overgenomen uit de films Two-Minute Warning (1976), Superman en Damnation Alley. Veel scènes werden nadien alsnog geschrapt.
The Day After kreeg een grootse promotiecampagne voor de eerste uitzending.

### Muziek
Componist David Raksin schreef de originele muziek voor de film, en bewerkte muziek uit de film The River. Hoewel hij maar 30 minuten muziek componeerde, werd veel hiervan weggelaten uit de film.

### Reacties
Op de nacht van de eerste uitzending (20 november 1983), liet ABC veel hotlijnen openen voor bezorgde kijkers. Tijdens de eerste uitzending werd de film na de nucleaire aanval niet onderbroken voor reclameblokken. ABC zond ook een debat uit over de film, met onder andere de wetenschapper Carl Sagan en schrijver William F. Buckley, Jr..
De film had een grote impact op kijkers, met name rondom Kansas City. De film was het onderwerp van veel politieke debatten in de VS. Sommigen vonden dat de film de ware gevolgen van een nucleaire ramp onderschatte, terwijl anderen de film juist erg realistisch vonden. Critici vonden dat de film zijn doel voorbij schoot, en meer nucleaire oorlog als entertainment gebruikte.
Bijna 100 miljoen Amerikanen zagen de eerste uitzending van de film, een recordpubliek voor een tv-film

## Prijzen en nominaties
| jaar | prijs              | categorie                                                        | genomineerde(n)                                   | uitslag     |
| ---- | ------------------ | ---------------------------------------------------------------- | ------------------------------------------------- | ----------- |
| 1984 | Emmy Award         | Outstanding Film Sound Editing for a Limited Series or a Special | Christopher T. Welch, Brian Courcier, Greg Dillon | gewonnen    |
| 1984 | Emmy Award         | Outstanding Individual Achievement - Special Visual Effects      | Robert Blalack, Nancy Rushlow, Dan Pinkham        | gewonnen    |
| 1984 | Emmy Award         | Outstanding Achievement in Hairstyling                           | Dorothie J. Long, Judy Crown                      | genomineerd |
| 1984 | Emmy Award         | Outstanding Achievement in Makeup                                | Michael Westmore, Zoltan Elek                     | genomineerd |
| 1984 | Emmy Award         | Outstanding Art Direction for a Limited Series or a Special      | Peter Wooley, Mary Ann Good                       | genomineerd |
| 1984 | Emmy Award         | Outstanding Cinematography for a Limited Series or a Special     | Gayne Rescher                                     | genomineerd |
| 1984 | Emmy Award         | Outstanding Directing in a Limited Series or a Special           | Nicholas Meyer                                    | genomineerd |
| 1984 | Emmy Award         | Outstanding Drama/Comedy Special                                 | Robert Papazian                                   | genomineerd |
| 1984 | Emmy Award         | Outstanding Film Editing for a Limited Series or a Special       | William Paul Dornisch, Robert Florio              | genomineerd |
| 1984 | Emmy Award         | Outstanding Film Sound Mixing for a Limited Series or a Special  | Charles T. Knight, Gary C. Bourgeois              | genomineerd |
| 1984 | Emmy Award         | Outstanding Supporting Actor in a Limited Series or a Special    | John Lithgow                                      | genomineerd |
| 1984 | Emmy Award         | Outstanding Writing in a Limited Series or a Special             | Edward Hume                                       | genomineerd |
| 1985 | Golden Screen      | -                                                                | -                                                 | gewonnen    |
| 1985 | WGA Award          | Original Drama Anthology                                         | Edward Hume                                       | gewonnen    |
| 1985 | Young Artist Award | Best Young Actor in a Family Film Made for Television            | Doug Scott                                        | gewonnen    |